# Eusparassus rufobrunneus
Eusparassus rufobrunneus är en spindelart som beskrevs av Lodovico di Caporiacco 1941. Eusparassus rufobrunneus ingår i släktet Eusparassus och familjen jättekrabbspindlar.
Artens utbredningsområde är Etiopien. Inga underarter finns listade i Catalogue of Life.